# Adlerhorn
Das Adlerhorn ist ein Berg in den Walliser Alpen, auf dem Gebiet der Gemeinde Zermatt, und gehört zur Allalingruppe. Seine Gipfelhöhe beträgt 3988 m. An seiner Nordflanke beginnt der Adlergletscher, an seiner Südseite der Findelgletscher.
Das Adlerhorn wird oft als ein Ausläufer des Strahlhorns angesehen, ist aber ein eigener Gipfel. Von Westen her gesehen ist es kaum vom Strahlhorn zu unterscheiden. Es liegt auf der Aufstiegsroute von Zermatt über das Berghaus Flue zum Strahlhorn.